# 酒井龍一 (考古学者)
酒井 龍一（さかい りゅういち、1947年4月17日 -  ）は、日本の考古学者、奈良大学名誉教授。

## 経歴
兵庫県多紀郡篠山町（現在の丹波篠山市）に生まれ、1966年に兵庫県立篠山産業高等学校を卒業して関西外国語大学外国語学部英米語学科に学び、1970年に卒業した。学生時代に弥生時代中期の環濠集落遺跡である池上・曽根遺跡の発掘調査のアルバイトをしたことを契機に、考古学に関心をもち、大学卒業後も発掘調査に参加し続け、その後、新設された大阪文化財センター(現:大阪府文化財センター)の職員となり、研究論文を出すなどして研究者として認知されるようになった。
1981年に休職して渡米し、アリゾナ大学で語学研修を受けつつ、考古学関係の授業も受講した。アリゾナ大学在籍中に奈良大学の水野正好の招きを受け、1982年に同大学文学部文化財学科専任講師となった。
奈良大学に移って以降、アラスカやシリアでの発掘に参加し、パルミラの出土碑文の解読などにも取り組むなど研究の幅を広げ、授業では考古学､ 国際文化財史科学などを担当した。
1985年より助教授、1992年より教授となり、2011年から奈良大学博物館館長を務めた。2013年に、奈良大学を定年退職し、名誉教授となった。
酒井の父、酒井利光は、「酒井ひか平」の筆名で「篠山の川柳界の草分け」と評されたが、酒井自身も川柳を作っており、川柳集『発掘川柳』（ジャパン通信情報センター、1997年）を出している。

## おもな業績

### 単著
- セトルメントアーケオロジー、ニュー・サイエンス社、1990年
- 考古学者の考古学、財団法人大阪文化財センター、1990年

### 共著
- （荒木浩司、相原嘉之、東野治之との共著）飛鳥と斑鳩：道で結ばれた宮と寺、ナカニシヤ出版、2013年